# Nou Sudan
Nou Sudan fou el nom donat per John Garang, de forma general, al seu projecte polític i específicament a una brigada de forces d'elit que estaven sota el seu comandament directe i foren creades el 1991. Garang no era independentista i preferia un Sudan federal (però autènticament federal) i per això parlava d'un nou Sudan. Les seves arrels d'esquerra el feien sintonitzar amb els anhels democràtics del país i amb la justícia social. Probablement el va fer adoptar aquesta línia política la caiguda del bloc soviètic i l'acostament als americans (enfrontats cada vegada més amb el règim islamista de Khartum), que es va reflectir en el canvi de l'estel vermell de la bandera del moviment, pel groc que simbolitzava l'esperança, en la dècada del 1990.